# Clonia melanoptera
Clonia melanoptera es una especie de saltamonte longicornio de la familia Tettigoniidae.

## Distribución
Se distribuye por Sudáfrica.